# David Šain
David Šain, hrvaški veslač * 8. februar 1988 Osijek, SFRJ.
Je olimpijski plavalec z srebrno medaljo moških v četvercu, saj je na poletnih olimpijskih igrah leta 2012 osvojil srebrno medaljo z Martinom Sinkovićem, Damirjem Martinom in Valentom Sinkovićem. To je bila tudi ekipa, ki je na svetovnem prvenstvu leta 2010 in 2013 zmagala v četvercu na moškem in bronasto na svetovnem prvenstvu 2011. Zlato medaljo so osvojili tudi na svetovnem prvenstvu v letih 2009 in 2010.